# Gaston de Chasseloup-Laubat

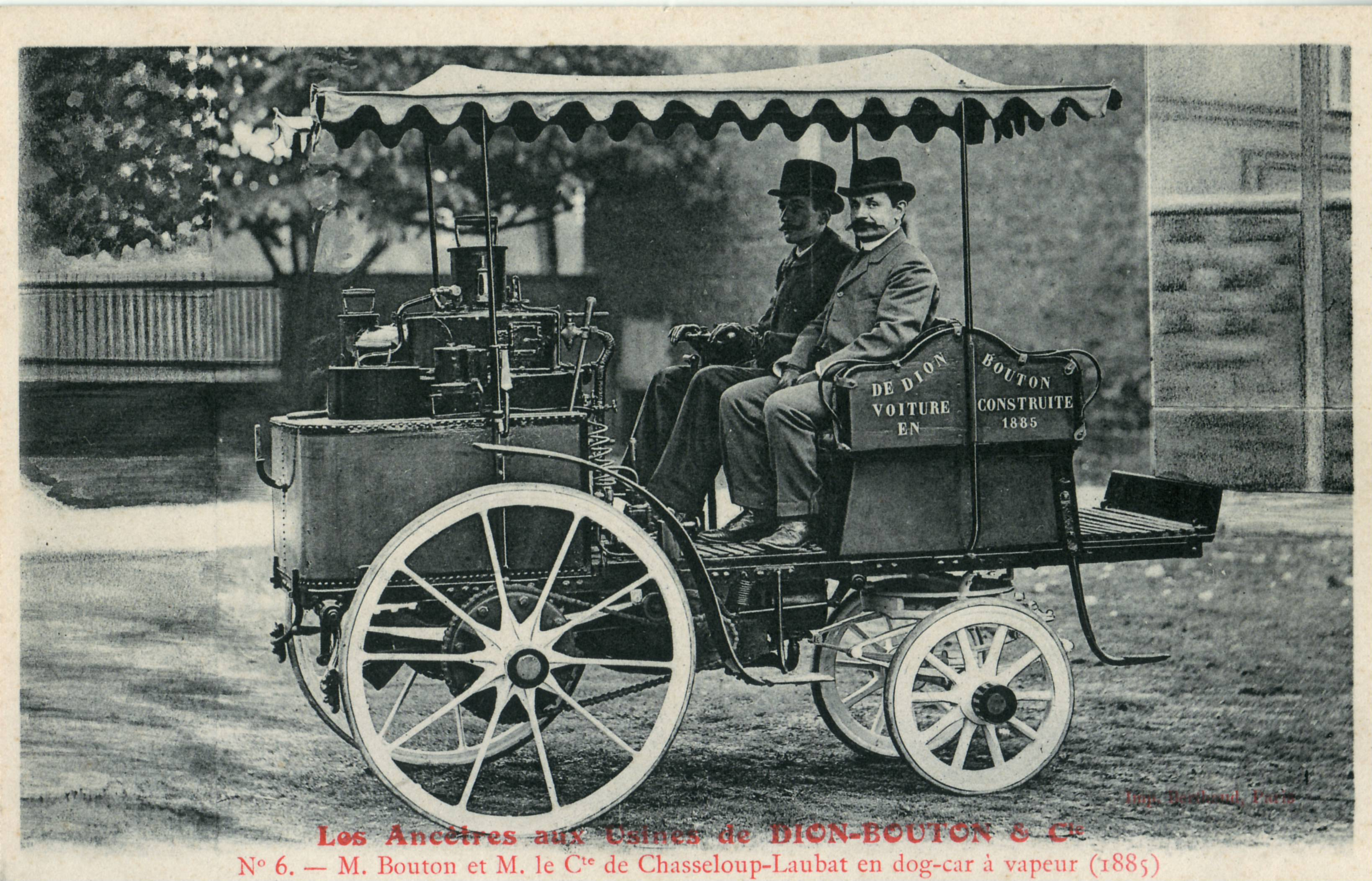
Georges Bouton e o conde de Chasseloup-Laubat em um automóvel a vapor Trépardoux & Cie. Dog Cart de route (1885)

Charles-François Gaston Louis Prosper de Chasseloup-Laubat (7 de junho de 1866 - 20 de novembro de 1903 foi um aristocrata e automobilista francês.

## Biografia
Nascido em Paris, era filho de Prosper, marquês de Chasseloup-Laubat, ministro da Marinha sob Napoleão III, e da americana Marie-Louise Pilié.
Ele é conhecido por estabelecer o primeiro recorde de velocidade terrestre de automóveis reconhecido em 18 de dezembro de 1898, em Achères, Yvelines, usando um carro elétrico Jeantaud. O recorde foi estabelecido como parte de uma competição organizada pela revista automobilística francesa La France Automobile. Ele completou uma única corrida de 1 quilômetro em 57 segundos para dar uma velocidade média de 63,13 km/h.
Ele ainda melhorou este recorde para 66,65 km/h um mês depois, em 17 de janeiro de 1899, também em Achères, no primeiro de uma série de duelos com Camille Jenatzy. Dez dias depois, Jenatzy conseguiu quebrar esse recorde com uma velocidade de 80,35 km/h, embora voltasse para de Chasseloup-Laubat em 4 de março de 1899, quando ele o aumentou para 92,69 km/h. Jenatzy finalmente bateu o recorde em 29 de abril de 1899, com a primeira corrida a ultrapassar os 100 km/h com uma velocidade média de 105 km/h, um recorde que duraria três anos.
Chasseloup-Laubat conseguiu vencer a corrida de longa distância Marselha-La Turbie em 1897 com um veículo a vapor construído por Trépardoux & Cie, antecessor de De Dion-Bouton. Este foi o único grande evento cidade a cidade vencido por um carro a vapor.
O conde morreu em Le Cannet, perto de Cannes, aos 37 anos, após dois anos de doença.